# ヒスタチン
ヒスタチン(Histatin)は、唾液の中に含まれるタンパク質である。抗細菌活性、抗真菌活性を持ち、傷をふさぐ役割があることが知られている。
1、3、5が3つの主要なヒスタチンである。ヒスタチン2はヒスタチン1の分解産物であり、その他の全てのヒスタチンはヒスタチン3の分解産物である。従って、遺伝子としてはHTN1とHTN3の2つだけである。